# رحلة الخطوط الجوية الإثيوبية رقم 409
رحلة الخطوط الجوية الإثيوبية 409 هي رحلة طيران تحطمت في 25 يناير 2010.

## وصلات خارجية
- وزارة الأشغال العامة والنقل (لبنان)
  - Final report - Archive (بالإنجليزية)
  - Annexes to the final report (بالإنجليزية)
  - Progress Report - 25 January 2010 (Archive) (بالإنجليزية)
  - Progress Report - 31 July 2010 (بالإنجليزية) (Archive)
- الخطوط الجوية الإثيوبية
  - Ethiopian Airlines Refutes ET 409 Crash Report (Archive) - 17 January 2012 (بالإنجليزية)
- Comments by the Ethiopian Civil Aviation Authority on the Accident Investigation of Ethiopian Flight 409, Boeing 737-800, ET-ANB, January 25, 2010 (Archive) (بالإنجليزية) Ethiopian Civil Aviation Agency